# Souhvězdí Vozky
Vozka je souhvězdí na severní obloze. Leží mezi souhvězdími Žirafy, Persea, Býka, Blíženců a Rysa. Patří jak mezi 48 Ptolemaiových souhvězdí, tak mezi 88 souhvězdí moderní astronomie. Mezi souhvězdími je Vozka na 21. místě podle velikosti. Patří mezi zimní souhvězdí. V nejlepším pozorovacím postavení je v lednu a únoru. Obrazec Vozky tvoří také beta Tauri, která však patří do sousedního souhvězdí Býka. Části tohoto souhvězdí jsou v ČR cirkumpolární.

## Původ jména
Vozka představuje athénského krále Erichthonia, syna boha Héfaista. Vychovávala ho bohyně Athéna. Byl po otci chromý, a proto vynalezl vůz, který byl tažen koňmi. Jeho vynález byl užitečný celému lidstvu, a proto ho Zeus přemístil na oblohu jako Vozku, kde ho můžeme vidět dodnes.
Vozka drží v rukách kozičku Capellu. Capella, nebo také Amalthea byla koza, která kojila malého Dia na Krétě. Tam ho jeho matka Rhea ukryla před jeho otce Kronem. Ten totiž všechny svoje děti krátce po narození spolkl. Chtěl tak zabránit věštbě, která říkala, že jeden z jeho synů jej svrhne a stane se pánem bohů a lidí. Když se narodilo nejmladší z dětí, Zeus, podstrčila matka Kronovi místo Dia zavinutý kámen. Rhea ukryla Dia v jedné jeskyni v pohoří Ida na Krétě, kde se o něj starala koza Capella. Z vděčnosti ji Zeus umístil na oblohu.

## Hvězdy

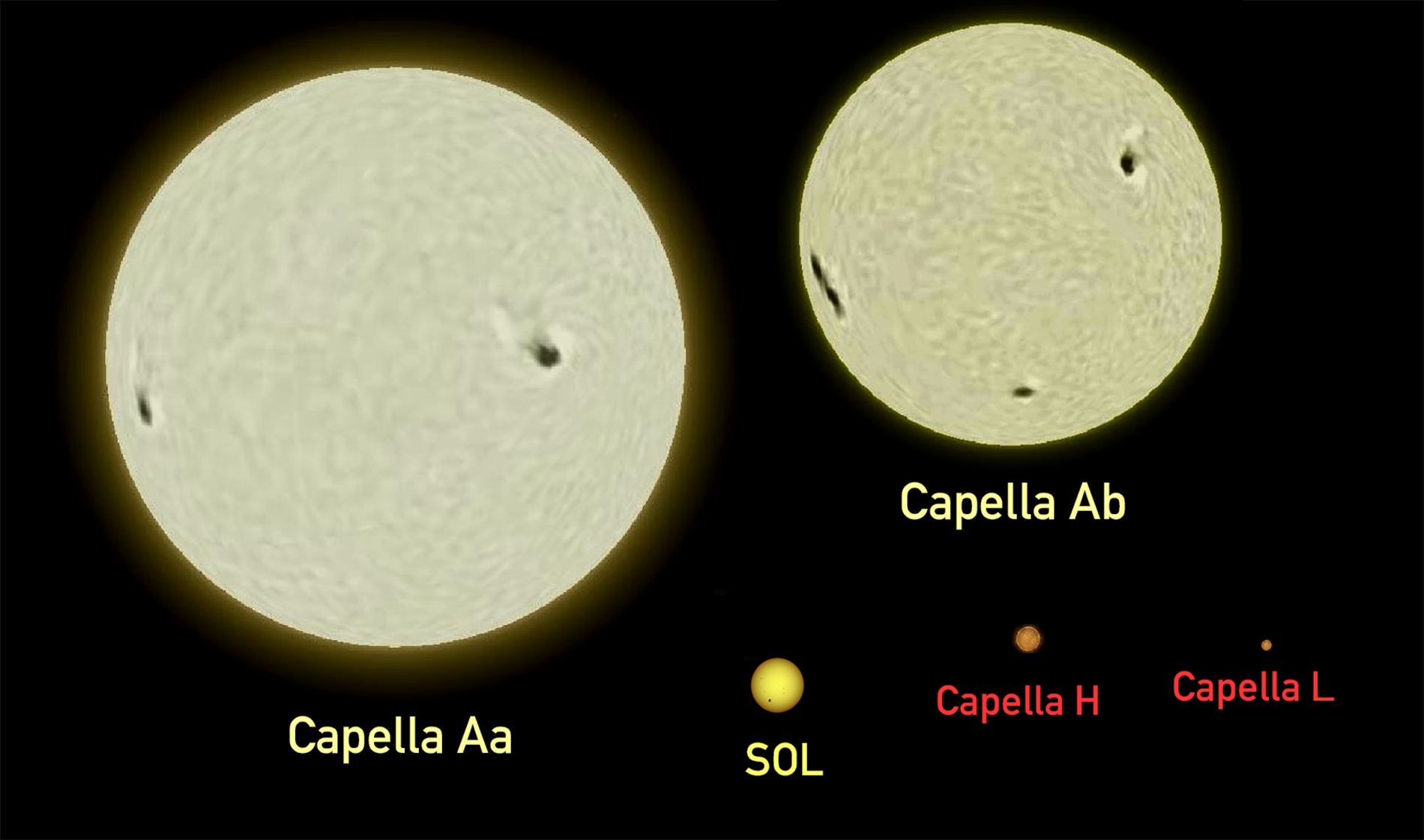
Srovnání Capelly a Slunce

Nejjasnější hvězda tohoto souhvězdí je alfa Aurigae neboli Capella (latinsky Kozička). Má jasnost 0,08 mag, což z ní dělá šestou nejjasnější hvězdu oblohy, nepočítáme-li Slunce, a třetí nejjasnější hvězdu na severní obloze. V České republice je Capella cirkumpolární hvězdou. Nejvýše nad obzorem je v zimních měsících. Nejníže naopak v létě a v místech s hornatějším obzorem může zapadnout. Je to spektroskopická dvojhvězda, která je složená ze dvou žlutých obrů. Obě hvězdy se oběhnou za 108 dní. Beta Aurigae má název Menkalinan, což znamená rameno vozky. Je to zákrytová dvojhvězda složená ze dvou modrých obrů. Má jasnost 1,9 mag. Poblíž Capelly se nacházejí hvězdy epsilon, eta a zeta Aurigae, které jsou známy jako Kůzlátka. Epsilon a zeta jsou zákrytové proměnné hvězdy. Delta Aurigae je oranžový obr, který má jasnost 3,7 mag.

## Objekty vzdáleného vesmíru
Souhvězdím Vozky prochází Mléčná dráha. Proto se zde nachází mnoho otevřených hvězdokup, které se dají pozorovat i malým dalekohledem. Nejjasnější z nich popsal ve svém katalogu Charles Messier. Messier 36 má jasnost 6 mag a je vzdálená 4 200 světelných roků. Nejjasnější z této triády hvězdokup je Messier 37, která má jasnost 5,6 mag a je vzdálená 4 600 ly. Messier 38 je vzdálená 4 500 ly a má jasnost 6,4 mag.